# Kronowo, Olsztyński
Kronowo [krɔˈnɔvɔ] (tiếng Đức: Cronau)  là một ngôi làng thuộc khu hành chính của Gmina Barczewo, thuộc huyện Olsztyński, Warmińsko-Mazurskie, ở miền bắc Ba Lan. Nó nằm khoảng 14 kilômét (9 mi)  về phía đông bắc của thủ đô khu vực Olsztyn.
Làng có dân số 820.